# Eurojackpot

O hartă a țărilor ce participă la Eurojackpot.

EuroJackpot este o loterie transnațională lansată în martie 2012. De la 1 februarie 2013, țările participante la loterie sunt: Croația, Danemarca, Estonia, Finlanda, Germania, Grecia, Islanda, Italia, Letonia, Lituania, Olanda, Polonia, Norvegia, Slovacia, Slovenia, Spania, Suedia, Ungaria și Cehia.. Potul începe de la €10.000.000 și se poate reporta până la €120.000.000. Un bilet la EuroJackpot costă €2 per linie. Șansele de câștig a unui pot sunt de: 1:95.344.200. Trebuie ghicite 5 numere din 50, plus 2 numere suplimentare din 12.
Extragerile loteriei au loc în fiecare vineri la ora 21.00 EET în Helsinki. Verificarea biletelor câștigătoare are loc în Germania și Danemarca.
|             | Numere | Șanse de câștig |
| ----------- | ------ | --------------- |
| 1 (jackpot) | 5 + 2  | 1 : 95.344.200  |
| 2           | 5 + 1  | 1 : 5.959.013   |
| 3           | 5      | 1 : 3.405.150   |
| 4           | 4 + 2  | 1 : 423.752     |
| 5           | 4 + 1  | 1 : 26.485      |
| 6           | 4      | 1 : 15.134      |
| 7           | 3 + 2  | 1 : 9.631       |
| 8           | 3 + 1  | 1 : 672         |
| 9           | 2 + 2  | 1 : 602         |
| 10          | 3      | 1 : 344         |
| 11          | 1 + 2  | 1 : 128         |
| 12          | 2 + 1  | 1 : 42          |

## Evoluția potului
Comparat cu alte loterii precum EuroMillions și German Lotto 6 aus 49, loteria EuroJackpot oferă șanse mai mari de câștig (1 la 95 milioane versus 1:117 milioane la EuroMillions și peste 1:139 milioane la German Lotto). De aceea, potul nu va crește prea mult până va fi câștigat și nu atinge sume recordur precum EuroMillions. Recordul pentru cel mai mare pot a fost atins la 12 septembrie 2014, când un jucător din Finlanda a câștigat 61.170.752,70 Euro.
Până la 31 ianuarie 2013, loteria EuroJackpot a avut o clauză cu privire la numărul de reporturi: dacă marele pot nu era câștigat timp de 12 reporturi consecutive, după cel de-al 13 report potul urma să fie plătit categoriei a doua de câștiguri. Datorită acestei clauze s-a stabilit cel mai mare report de până atunci de 27.545.857,50 Euro în august 2012, când un neamț care a nimerit 5 numere corect, dar numai 1 dintre Euronumere a plecat cu potul acasă, deși el intra în a doua categorie.

## Mari câștiguri
| Nr. | Data       | Premiu în euro | Premiu în lire sterline | Țară      |
| --- | ---------- | -------------- | ----------------------- | --------- |
| 1   | 2019-08-23 | 90.000.000,00  | 82.399.500,00           | Finlanda  |
| 1   | 2016-10-14 | 90.000.000,00  | 81.022.500,00           | Germania  |
| 1   | 2021-01-15 | 90.000.000,00  | 80.027.550,00           | Germania  |
| 1   | 2018-02-09 | 90.000.000,00  | 79.744.500,00           | Finlanda  |
| 1   | 2020-05-01 | 90.000.000,00  | 79.672.500,00           | Germania  |
| 1   | 2021-05-28 | 90.000.000,00  | 77.337.000,00           | Germania  |
| 1   | 2020-02-07 | 90.000.000,00  | 76.436.550,00           | Germania  |
| 1   | 2015-05-15 | 90.000.000,00  | 65.506.050,00           | Cehia     |
| 9   | 2017-04-14 | 86.970.702,80  | 73.677.230,88           | Finlanda  |
| 10  | 2016-07-29 | 84.777.435,80  | 71.628.031,62           | Germania  |
| 11  | 2016-03-25 | 76.766.891,40  | 60.665.419,76           | Germania  |
| 12  | 2021-03-12 | 63.605.426,90  | 54.458.966,51           | Germania  |
| 13  | 2019-02-08 | 63.248.942,30  | 55.367.807,84           | Germania  |
| 14  | 2014-09-12 | 61.170.752,70  | 48.811.202,12           | Finlanda  |
| 15  | 2020-11-20 | 61.083.832,10  | 54.521.901,44           | Germania  |
| 16  | 2020-10-16 | 58.807.427,70  | 53.326.281,40           | Slovacia  |
| 17  | 2014-12-05 | 58.693.173,90  | 46.215.005,13           | Germania  |
| 18  | 2014-04-04 | 57.275.841,60  | 47.351.370,15           | Finlanda  |
| 19  | 2019-06-14 | 55.280.363,70  | 49.345.706,53           | Cehia     |
| 20  | 2019-03-15 | 53.423.674,30  | 45.547.726,51           | Suedia    |
| 21  | 2017-05-26 | 50.270.035,20  | 43.890.516,38           | Germania  |
| 22  | 2016-01-01 | 49.685.851,50  | 36.638.098,47           | Germania  |
| 23  | 2015-02-20 | 49.670.283,00  | 36.678.772,13           | Danemarca |
| 24  | 2021-09-10 | 49.327.084,70  | 42.140.128,46           | Germania  |
| 25  | 2021-04-09 | 49.162.255,50  | 42.643.340,42           | Danemarca |
| 26  | 2021-06-25 | 48.195.035,90  | 41.447.730,87           | Germania  |
| 27  | 2017-08-18 | 47.357.065,00  | 43.250.023,54           | Norvegia  |
| 28  | 2017-07-07 | 46.505.018,60  | 41.128.340,88           | Finlanda  |
| 29  | 2015-07-24 | 46.154.745,90  | 32.663.944,45           | Finlanda  |
| 30  | 2013-04-12 | 46.079.338,80  | 39.388.618,81           | Germania  |
| 31  | 2013-07-19 | 41.522.930,10  | 35.730.481,35           | Germania  |
| 32  | 2015-09-04 | 38.878.827,50  | 28.567.968,05           | Finlanda  |
| 33  | 2015-11-13 | 32.657.956,90  | 23.091.624,88           | Germania  |
| 34  | 2015-10-09 | 31.579.233,10  | 23.412.685,52           | Spania    |
| 35  | 2013-01-25 | 29.540.641,50  | 25.168.626,56           | Finlanda  |
| 36  | 2016-04-22 | 29.071.164,30  | 22.649.198,75           | Germania  |
| 37  | 2014-05-16 | 28.207.473,90  | 22.962.999,32           | Slovenia  |
| 38  | 2012-08-10 | 27.545.857,50  | 21.576.670,18           | Germania  |
| 39  | 2015-06-05 | 23.251.598,30  | 16.926.117,24           | Finlanda  |
| 40  | 2012-10-26 | 21.320.215,00  | 17.120.132,65           | Danemarca |
| 41  | 2013-09-27 | 21.256.582,40  | 17.810.890,39           | Finlanda  |
| 42  | 2013-12-06 | 21.047.334,80  | 17.635.561,83           | Slovenia  |
| 43  | 2012-05-11 | 19.536.863,80  | 15.713.499,55           | Germania  |
| 44  | 2016-01-22 | 19.379.323,30  | 14.667.047,05           | Finlanda  |
| 45  | 2014-06-20 | 19.318.051,40  | 15.440.918,48           | Germania  |
| 46  | 2014-12-26 | 17.783.911,00  | 13.927.469,90           | Finlanda  |
| 47  | 2014-01-10 | 17.283.821,50  | 14.335.201,55           | Croația   |
| 48  | 2014-10-03 | 16.606.337,30  | 13.010.234,96           | Germania  |
| 49  | 2013-08-16 | 15.541.392,00  | 13.259.915,65           | Italia    |
| 50  | 2016-05-06 | 14.476.862,80  | 11.440.196,06           | Germania  |
| 51  | 2013-05-03 | 13.486.561,10  | 11.363.776,38           | Norvegia  |
| 52  | 2013-10-18 | 13.308.947,80  | 11.263.362,52           | Germania  |
| 53  | 2012-08-24 | 11.265.231,40  | 8.916.430,65            | Germania  |
| 54  | 2016-10-21 | 10.549.199,70  | 9.387.310,22            | Germania  |
| 55  | 2016-05-13 | 10.000.000,00  | 7.874.600,00            | Finlanda  |

## Cine poate juca?
EuroJackpot este disponibil  tuturor indiferent de cetatenie
```
, on line doar rezidenții pot juca după înregistrare. 
```

(i.e. Croația, Danemarca, Estonia, Finlanda, Germania, Islanda, Italia, Letonia, Lituania, Olanda, Norvegia, Slovenia, Spania și Suedia) și pe internet. Se mai oferă și websiteuri oficiale pentru vânzări online, unde se pot verifica imediat rezultatele după extragere.